# 圣阿维 (多姆山省)
圣阿维（法語：Saint-Avit）是法国多姆山省的一个市镇，属于里永区（Riom）蓬托米县（Pontaumur）。该市镇总面积19.47平方公里，2009年时的人口为252人。

## 人口
圣阿维人口变化图示